# طوفان هزارجریبی
میرزا طیب ناموَر به طوفان هزارجریبی مازندرانی (زادهٔ هزارجریب) از شاعران سدهٔ ۱۲ هـ. ق بود.
او که هم‌دورهٔ لطفعلی بیگ آذر بیگدلی بود در سال ۱۱۶۵ هـ. ق به خدمت شاه‌اسماعیل سوم صفوی (که از سوی محمدحسن‌خان قاجار در ساختمان پادشاهی صفویه در اشرف سکنی داده شده بود) رسید و با سرودن قصیده‌های شیوا مورد توجه شاهزادهٔ صفوی قرار گرفته و به ندیمی او سرفراز شد. طوفان هزارجریبی پس از برچیده شدن فرمانروایی شاه‌اسماعیل سوم در مازندران و تبعید شدن به آبادهٔ فارس، مازندران را به سوی اصفهان ترک کرد و در آن شهر با سرایندگان عصر مانند عاشق، آذر، سید علی مشتاق، ملاحسین رفیق، هاتف و میرزا احمد نیازی محشور و به مباحثه و مناظره پرداخت و کار این مباحثات به مشاجرات لفظی کشانیده شد و طوفان به هجو مخالفان شعرهایی رکیک سرود ولی پس از چندی از این عمل توبه و رهسپار نجف شده و در مدح علی و دیگر امامان شیعه قصیده‌هایی گفت که در دیوانش به یادگار باقی‌ست.

## بن‌مایه
1. ↑  «طوفان هزارجریبی در فرهنگ دهخدا». واژه‌یاب.

- سید محمد طاهری (شهاب) - «مجلهٔ ارمغان»  دورهٔ سی‌وپنجم، مرداد و شهریور ۱۳۴۵ - شماره ۵ و ۶ (۸ صفحه - از ۲۶۶ تا ۲۷۳)